# Chalouette
Die Chalouette ist ein kleiner Fluss in Frankreich, der im Département Essonne in der Region Île-de-France verläuft. Sie entspringt im Gemeindegebiet von Chalou-Moulineux, wird dort zu einem kleinen See aufgestaut, entwässert dann generell Richtung Nordost, durchquert den Großraum der Stadt Étampes und mündet nach rund 17 Kilometern im Gemeindegebiet von Morigny-Champigny als linker Nebenfluss in die Juine. Im Unterlauf quert die Chalouette die Bahnstrecke Paris–Bordeaux und die hier Autobahn-ähnlich ausgebaute Nationalstraße N20.

## Orte am Fluss
(Reihenfolge in Fließrichtung)
- Chalou-Moulineux
- Moulineux, Gemeinde Chalou-Moulineux
- Boinville, Gemeinde Chalo-Saint-Mars
- Chalo-Saint-Mars
- Étampes
- Morigny-Champigny